# Andaeschna unicolor
Andaeschna unicolor är en trollsländeart som först beskrevs av Martin 1908.  Andaeschna unicolor ingår i släktet Andaeschna och familjen mosaiktrollsländor. Inga underarter finns listade i Catalogue of Life.